# Euproctis calva
Euproctis calva är en fjärilsart som beskrevs av Swinhoe 1903. Euproctis calva ingår i släktet Euproctis och familjen tofsspinnare. Inga underarter finns listade i Catalogue of Life.